# 烏文明
烏文明（？—？），浙江慈溪定海人，明朝政治人物。恩贡出身。
崇祯四年（1631年），擔任明朝廣州府新安縣知縣。后由李鉉接任。